# Теорія менеджменту терору
Теорія менеджменту терору (ТМТ) — це теорія соціальної та еволюційної психології, запропонована Джеффом Грінбергом, Шелдоном Соломоном і Томом Пищинським у книзі «Черв'як в основі»: про роль смерті в житті (2015) . Дослідники вважають, що основний психологічний конфлікт є наслідком інстинкту самозбереження, оскільки є розуміння, що смерть неминуча і певною мірою непередбачувана. Цей конфлікт породжує терор, а потім терор управляється шляхом використання культурних переконань або символічних систем, які діють для протидії біологічній реальності з більш міцними формами сенсу та цінності.
Найбільш очевидними прикладами культурних цінностей, які спричиняють смертельну тривогу, є ті, що мають намір пропонувати буквальне безсмертя (наприклад, віра в загробне життя, релігію). Однак TMT також стверджує, що інші культурні цінності — включаючи ті, які, здавалося б, не пов'язані зі смертю — пропонують символічне безсмертя. Наприклад, цінності національної ідентичності, потомства, культурні перспективи щодо сексу та переваги людини над тваринами пов'язані із загрозою смерті. У багатьох випадках вважається, що ці значення пропонують символічне безсмертя або:
- забезпечувати відчуття того, що людина є частиною чогось більшого, що остаточно переживе індивіда (наприклад, країну, рід, вид)
- зробити свою символічну ідентичність вище біологічної природи (тобто ви є особистістю, що робить вас чимось більшим ніж сукупністю клітин).

Оскільки культурні цінності визначають те, що має сенс, вони також є основою самооцінки. TMT описує самооцінку як особисту, суб'єктивну міру того, наскільки добре людина живе у відповідності зі своїми культурними цінностями.
ТМТ походить від антрополога Ернеста Беккера, його літературної праці «Відмова від смерті», в якій Беккер стверджує, що більшість людських дій вживаються для ігнорування або уникнення неминучості смерті. Терор абсолютної смерті породжує настільки глибоку — хоч і підсвідому — тривогу у людей, що вони проводять своє життя намагаючись зрозуміти це. На великих масштабах суспільства будують символи: закони, системи релігійного значення, культури та системи вірувань, щоб пояснити значення життя, визначити, що робить певні характеристики, вміння та таланти надзвичайними, нагороджувати інших, кого вони вважають прикладом певних позитивних ознак і покарати або вбивати інших, хто не дотримується свого культурного світогляду. На індивідуальному рівні самооцінка забезпечує захист від тривоги, пов'язаної зі смертю.

## Самооцінка та самосвідомість
Самооцінка лежить в основі TMT і є фундаментальним аспектом її основних парадигм. TMT принципово прагне з'ясувати причини та наслідки потреби в самооцінці. TMT не тільки намагається пояснити поняття самооцінки, але також й зрозуміти, для чого нам потрібна самооцінка. Одне пояснення полягає в тому, що самооцінка використовується як механізм подолання тривоги. Це допомагає людям контролювати своє почуття терору і зводить нанівець усвідомлення того, що люди — це лише тварини, які намагаються керувати навколишнім світом. Згідно з ТМТ, самооцінка — це почуття особистої цінності, яке створюється переконанням у справедливості культурного світогляду і вірою в те, що людина дотримується культурних стандартів, створених цим світоглядом.
Рівень самосвідомості індивіда може впливати на його погляд на життя та смерть. До певного часу, підвищення самосвідомості є адаптивним тим, що допомагає запобігти усвідомленню небезпеки. Однак дослідження показали, що віддача від цього явища може зменшуватися. Індиви з вищим рівнем самосвідомості іноді мають підвищене пізнання смерті та більш негативний погляд на життя, ніж люди зі зниженою самосвідомістю.
І навпаки, самооцінка може працювати протилежно. Дослідження підтвердили, що люди з вищою самооцінкою, особливо щодо своєї поведінки, мають більш позитивне ставлення до свого життя. Зокрема, пізнання смерті у вигляді попереджень щодо куріння не було ефективним для курців, і фактично посилило їх уже позитивне ставлення до поведінки.Причини оптимістичного ставлення людей до куріння після смертності, свідчать про те, що люди використовують позитивність як буфер проти тривоги. Така інформація насправді може спричинити негативне підкріплення, що приводить людей до подальшої участі в небезпечній поведінці (куріння в цьому випадку), оскільки її прийняття призведе до втрати самооцінки, збільшення вразливості та усвідомлення смертності.
Люди з низькою самооцінкою, мають більше негативних емоцій, коли згадують про смерть. Вважають, таке відбувається тому що цим людям не вистачає тих засобів захисту, які, на думку ТМТ, захищають людей від загрози смертності (наприклад, твердих світоглядів).

## Лідерство
Існує думка, що культура забезпечує сенс, організацію та цілісний світогляд, що зменшує психологічний терор, спричинений знаннями про можливу смерть. Теорія менеджменту терору може допомогти пояснити, чому популярність лідера може істотно зрости під час кризи. Коли смертність послідовників стане помітною, вони, як правило, виявляють сильну перевагу перед знаковими лідерами. Приклад цього стався, коли рейтинг схвалення Джорджа Буша підскочив майже на 50 відсотків після нападів на США 11 вересня. Як стверджує Форсайт, ця трагедія дозволила громадянам США усвідомити свою смертність, і Буш надав протиотруту цим екзистенційним проблемам, пообіцявши привернути справедливість.